# Энгвалль, Густав
Густав Фредрик Пер Энгвалль (швед. Gustav Per Fredrik Engvall; 29 апреля 1996, Кальмар, Швеция) — шведский футболист, нападающий клуба «Вернаму». Выступал в сборной Швеции.

## Клубная карьера
Энгвалль — воспитанник академии клуба «Гётеборг». 13 июля 2013 года в матче против «Броммапойкарна» он дебютировал в Аллсвенскан лиге. 10 августа 2014 года в поединке против «Мальмё» Густав забил свой первый гол за «Гётеборг». В 2015 году он помог клубу завоевать Кубок Швеции.
Летом 2016 года Густав перешёл в английский «Бристоль Сити». 26 ноября в матче против «Рединга» он дебютировал в Чемпионшипе.
В начале 2017 года для получения игровой практики Энгвалль на правах аренды вернулся на родину, став игроком «Юргордена». 3 апреля в матче против «Сириуса» он дебютировал за новую команду. 16 апреля в поединке против «Эльфсборга» Густав забил свой первый гол за «Юргорден». 7 мая в матче против «Эребру» он сделал хет-трик. Летом Юргорден продлил аренду Густава ещё на полгода. В начале 2018 года он на правах аренды вернулся в Гётеборг.
Летом 2018 года Энгвалль подписал контракт с бельгийским «Мехеленом».

## Международная карьера
В 2013 году в составе юношеской сборной Швеции Энгвалль занял третье место на юношеском чемпионате Европы в Словакии. На турнире он сыграл в матчах против команд Швейцарии, Австрии и России. В поединке против швейцарцев Густав забил гол. В том же году Энгвалль завоевал бронзовые медали юношеского чемпионата мира в ОАЭ. На турнире он сыграл в матчах против Японии, Гондураса, Ирака, Мексики, Аргентины и дважды Нигерии. В поединках против иракцев и японцев Густав забил три гола.
6 января 2016 года в товарищеском матче против сборной Эстонии Энгвалль дебютировал за сборную Швеции.
В 2017 году в составе молодёжной сборной Швеции Уне Ларссон принял участие в молодёжном чемпионате Европы в Польше. На турнире он сыграл в матче против команды Англии и Польши.

## Достижения
«Гётеборг»
- Обладатель Кубка Швеции — 2014/15